# Mnaseu
Mnaseu o Mnàsees (grec antic: Μνασαῖος, llatí: Mnasaeus) va ser un metge grec pertanyent a la secta dels metòdics, una de les escoles de medicina més importants en el món grecoromà.
Va viure amb tota probabilitat al segle i. Va escriure alguns llibres sobre medicina que s'han perdut, i que esmenten Galè, Sorà, Celi Aurelià, Aeci, Pau d'Egina i Alexandre de Tral·les.